# 泊村 (北海道根室振興局)

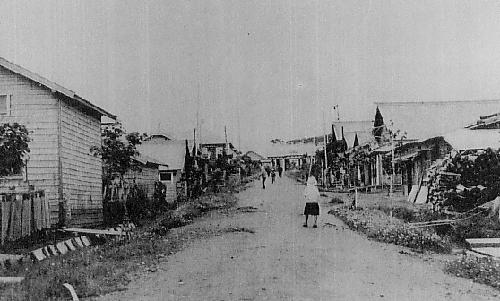
戦前の泊村

泊村（とまりむら）は、北海道根室振興局国後郡の国後島の西半分を占める村。2023年現在泊村を含む北方領土に日本の施政権は及んでおらず、法令上のみ存在する村となっている。
当該地域の領有権に関する詳細は千島列島及び北方領土問題の項目を、現状に関してはサハリン州#南クリル管区の項目を参照のこと。

## 地理
かつての千島国の一部で、国後島西部に位置する。現在は根室振興局の管轄である。
- 山：泊山、羅臼山、円山
- 河川：ポンタルベツ川、シロマンベツ川、東沸川、精進川
- 湖沼：ケラムイ湖、一菱内湖、東沸湖、古釜布沼、ニキショロ湖（留夜別村との境界上）
- 岬：ケラムイ崎、ハッチャス﨑、羅臼崎、大岬

### 村内の地名
大字 泊村
| - 泊 - ケラムイ（計羅武威） - ノテト（濃津江登） - 東通 | - ゼンベコタン(善平古丹) - ウエンナイ（植内） - ポンタルベツ - エカンコタン | - 西通 - ニオイ |

大字 東沸村
| - 東沸 - クナシリ - ハウチ - セセキ（瀬石） - 古釜布 - セイカラホール | - ウラロクシベツ - チカフナイ - キナカイ - 作万別 - イソヤンベツ - 沖ノ古丹 | - 中ノ古丹 - ボッケ - ムニカラシベツ - ウエンチカップ - 近布内 |

大字 米戸賀村
| - 米戸賀 - サルカマップ - 古丹消 - セセキ | - オームイ - ハッチヤス - カンパライソ - ポンコタン | - クシナイ - オンネルス - 植尻（うえんしり） - 小田富 |

大字 秩苅別村
| - 秩苅別 - モシリノシケ - ニキショロ（仁木城） - ヤイタイコタン | - 島登 - 屏風岩 - ブニ | - フシコタン - アシリコタン - コンブモイ |

### 隣接している自治体
- 根室振興局
  - 国後郡:留夜別村

## 歴史
- 1923年 - 泊村（とまりむら）、東沸村（とうふつむら）、米戸賀村（べとがむら）、秩苅別村（ちふかりべつむら）が合併し二級町村として成立。
- 1931年8月23日 - 東沸のアンノロ沼にリンドバーグ夫妻の機体が不時着。根室を目指していたが濃霧のため国後島まで引き返したもの[3]。

## 行政

### 歴代村長
『根室・千島歴史人名事典』 による。
- 1923年04月01日 - ：渡邊正綱
- 1927年10月15日 - ：高橋伊太郎
- 1930年06月17日 - ：廣瀬圓蔵
- 1933年04月17日 - ：大澤敏雄
- 1944年11月22日 - ：村上茂（ - 1946年04月13日）

## 経済

### 産業
- 缶詰工場 （作万別、キナシリ、古釜布、カクマベツ、ウエンナイ、中ノ古丹、ゼンベコタン、オショウス など）
- 製材工場 （東沸、秩苅別）
- 日本鉱業
- 茂世路鉱業

### 郵便局
| 局記号 | 局名   |
| ------ | ------ |
| 島ろ   | 国後   |
| 島ほ   | 古釜布 |
| 島と   | 東沸   |
| 島わ   | 作万別 |
| 島れ   | 古丹消 |

## 公共機関

### 警察
- 国後警察署

### その他
- 根室裁判所派出所
- 国後営林区署
- 道水産物検査所派出所

## 地域

### 人口
| 1926年(大正15年) | 4,449人 | 世帯数759 |
| 1931年(昭和6年)  | 4,670人 | 世帯数846 |
| 1935年(昭和10年) | 5,644人 | 世帯数950 |
| 1945年(昭和20年) | 4,650人 | 世帯数940 |

留夜別村村勢要覧（1945年は推定世帯数・人口）

### 教育
- 国後小学校
- 瀬石小学校
- 古釜布小学校
- 古丹消小学校
- 東沸小学校
- 秩苅別小学校
- 作喜小学校
- 中ノ古丹小学校

## 交通

### 道路
- 準地方費道84号根室乳呑路線
- 官設駅逓

ニオイ、東沸、古丹消、中ノ古丹、秩苅別、仁木城

## 名所・旧跡・観光スポット・祭事・催事

材木岩

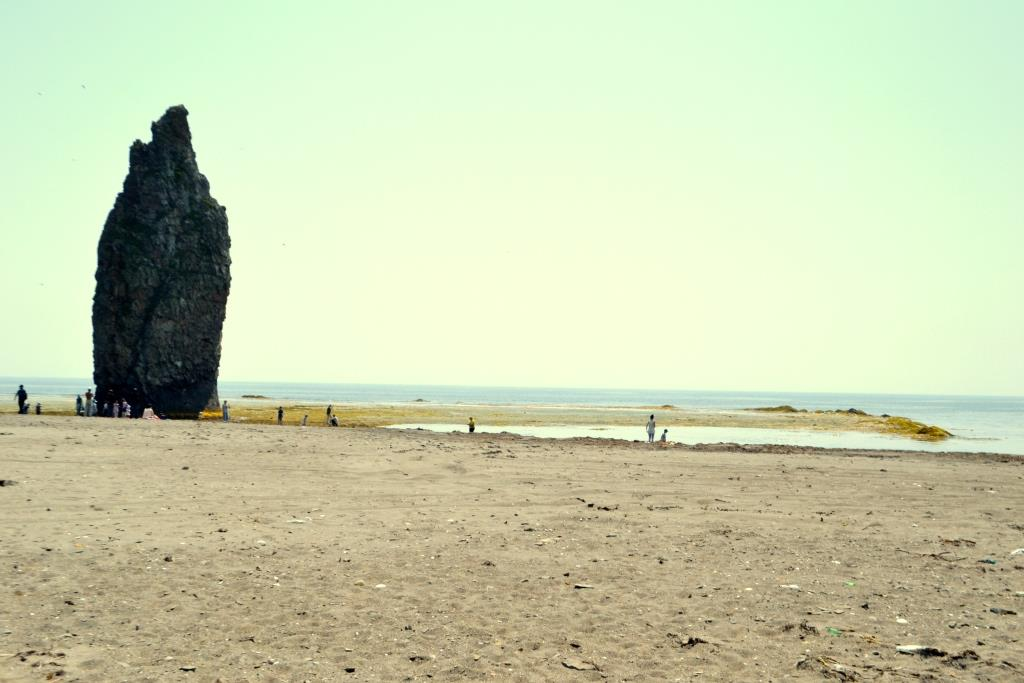
蝋燭岩

- 材木岩
- 古丹消温泉
- 瀬石温泉

### 寺社
- 国後神社
- 作喜神社
- 中ノ古丹神社
- 東沸神社
- セイカラホール神社
- ケムライ神社
- 浄土真宗本願寺派西向寺
- 日蓮宗東沸説教所
- 曹洞宗松泉寺 （泊村東通）
- 曹洞宗作喜説教所
- 曹洞宗瀬石説教所
- 曹洞宗古釜布説教所
- 真宗大谷派古釜布説教所

## 出身者
- 猪谷千春（スキー選手）
- すまけい（俳優）
- 佐野力三（元別海町長）